# 喜納育江
喜納 育江（きな いくえ）は、日本のアメリカ文学者。琉球大学初の女性学長。専門はアメリカ文学、沖縄文学、エコフェミニズム文学、ジェンダー研究。Ph.D（インディアナ大学）。

## 人物
沖縄県那覇市出身。
1990年琉球大学法文学部文学科後、1993年ペンシルベニア州立インディアナ大学英米文学部修士課程修了、1996年ペンシルヴェニア州立インディアナ大学英米文学部大学院課程博士課程修了。
1996年琉球大学法文学部講師、2001年同助教授、2003年琉球大学大学院人文社会科学研究科担当、2011年琉球大学法文学部教授。
2012年琉球大学うない研究者支援センター長、2014年同男女共同参画室長、2015年同ジェンダー協働推進室長、2018年同国際地域創造学部教授、2019年同学長補佐、2022年琉球大学大学院地域共創研究科担当、同年琉球大学附属図書館長、2023年琉球大学副理事・副学長。
2025年琉球大学第18代学長就任。